# Округ Чешир (Њу Хемпшир)
Чешир (енгл. Cheshire County) је округ у америчкој савезној држави Њу Хемпшир.

## Демографија
По попису из 2010. године број становника је 77.117, што је 3.292 (4,5%) становника више него 2000. године.
| Група             | 2000.          | 2010.          |
| Белци             | 71.809 (97,3%) | 73.537 (95,4%) |
| Афроамериканци    | 271 (0,4%)     | 390 (0,5%)     |
| Азијати           | 350 (0,5%)     | 921 (1,2%)     |
| Хиспаноамериканци | 529 (0,7%)     | 1.090 (1,4%)   |
| Укупно            | 73.825         | 77.117         |